# Edward Jenner

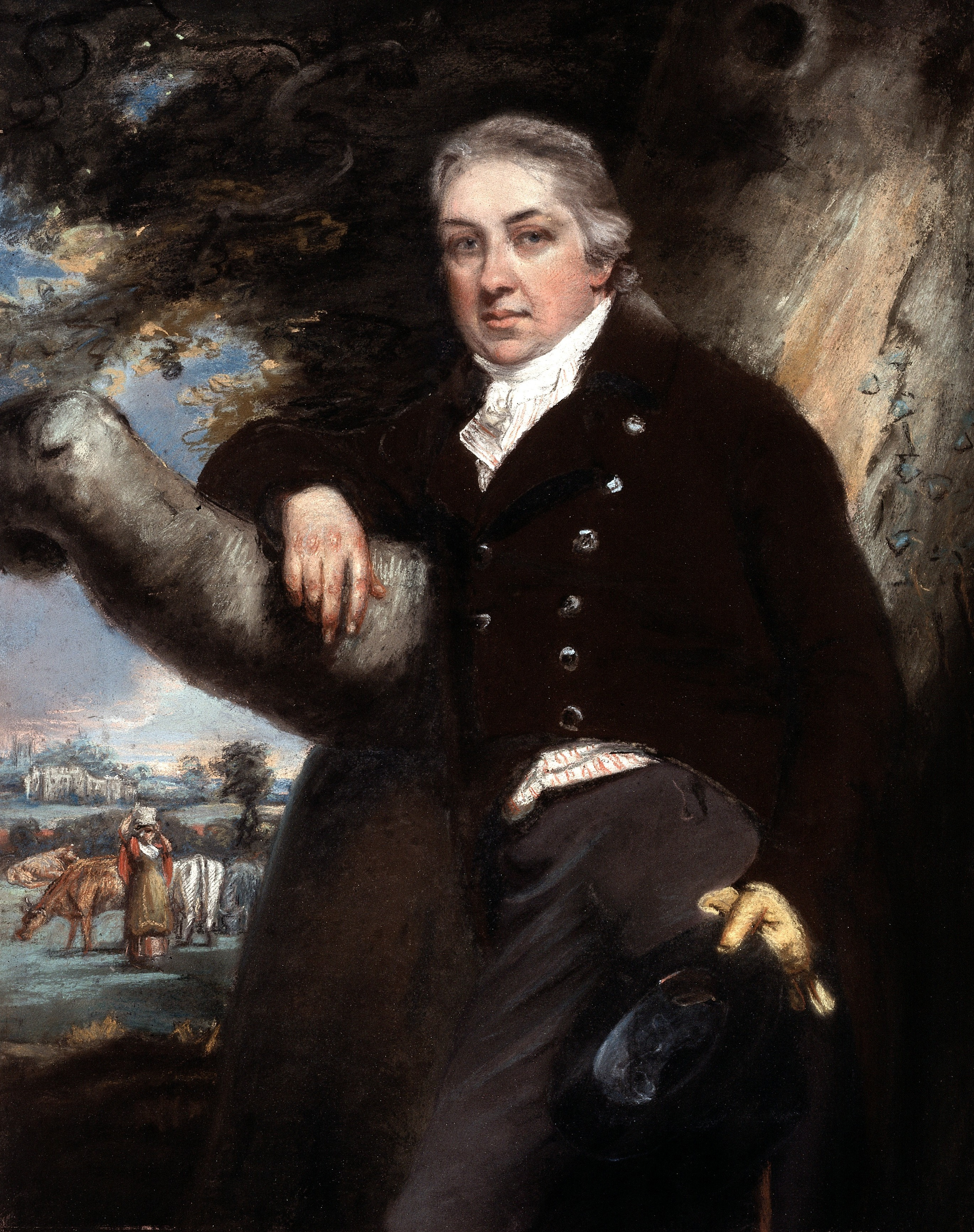
Edward Jenner, Pastell von John Raphael Smith, 1800

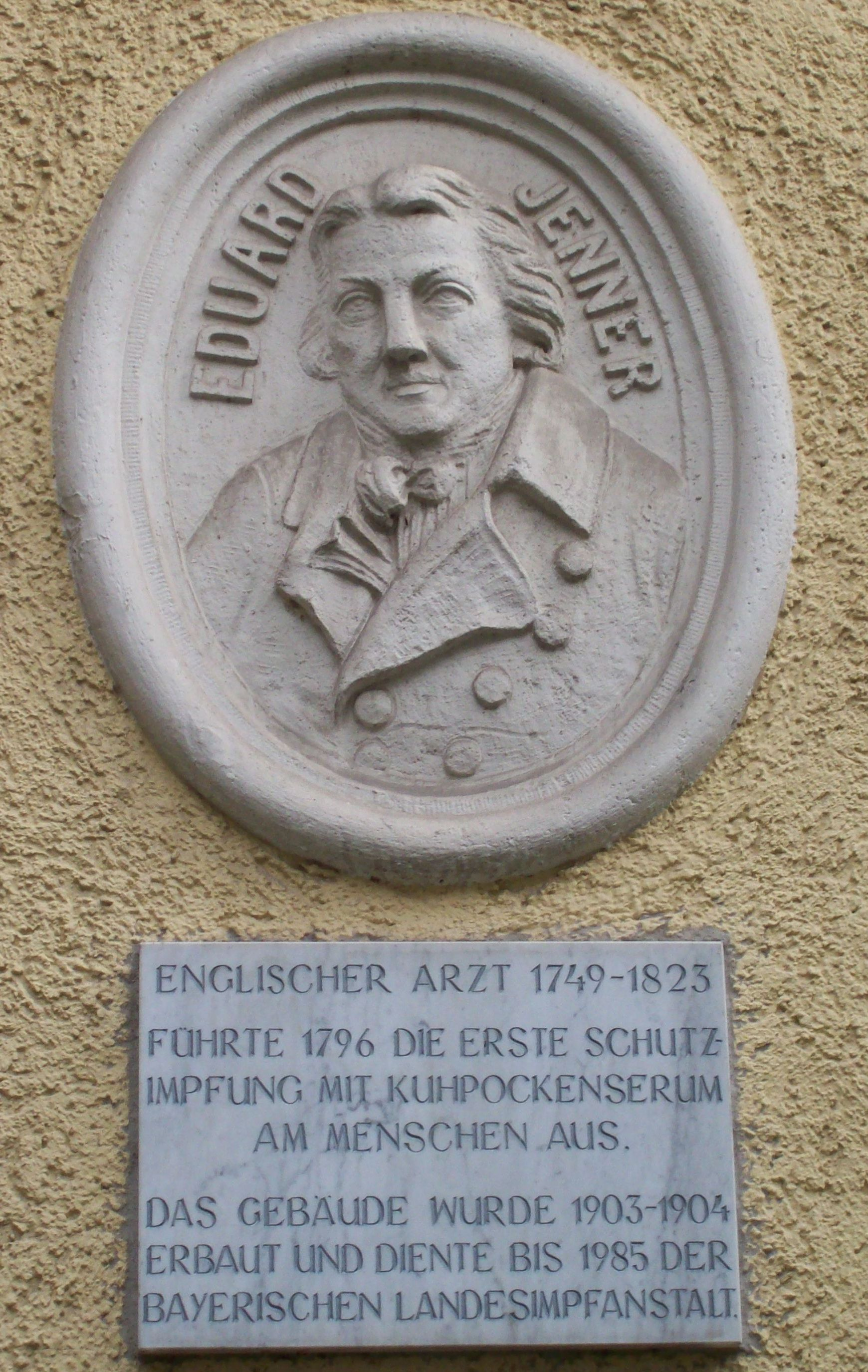
Gedenktafel für Edward Jenner in München, Am Neudeck 1

Edward Anthony Jenner [ˈɛdwəd ˈdʒɛnə] (* 6. Maijul. / 17. Mai 1749greg. in Berkeley, Gloucestershire; † 26. Januar 1823 ebenda) war ein englischer Wundarzt und Landarzt in Berkeley, der 1796 die Kuhpockenimpfung als moderne Schutzimpfung gegen Pocken entwickelte.

## Leben
Edward Jenner wurde als achtes von neun Kindern und vierter Sohn von Vikar Stephen Jenner (* 1702; † 1754) und Sarah Jenner (* 1709; † 1754) geboren. Von seinen Geschwistern verstarben drei, bevor sie 5 Jahre alt wurden. Er wuchs in der Obhut seiner älteren Schwestern auf, da er im Alter von 5 Jahren Waise geworden war.
Als Siebenjähriger wurde er in Wotton-under-Edge in Cirencester eingeschult. Als 1757 die Pocken ausbrachen, wurde er mit anderen Kindern einer Variolation durch den ortsansässigen Apotheker Mr. Holbrook unterzogen, an der er beinahe gestorben wäre. In seiner Schulzeit bei der Reverend Dr Washbourn's school (Cirencester) lernte er viele lebenslange Freunde kennen, beispielsweise John Clinch, der 1798 die Vakzination in Nordamerika einführte, oder Caleb Hillier Parry sowie Joseph Heathfield Hickes.
Nach Abschluss der Schule ging er 1763 im Alter von 13 Jahren zunächst beim Wundarzt Daniel Ludlow in Chipping Sodbury bei Bristol, 1764 beim Chirurgen George Hardwicke, ebenfalls in Chipping Sodbury, und 1768 bei den Brüdern Daniel und Edward Ludlow in die Lehre. 1770 begann Jenner eine dreijährige medizinische Lehre in Anatomie und Chirurgie beim Chirurgen John Hunter am St. George’s Hospital in London und kehrte 1772 dann nach Berkeley zurück, um eine eigene Praxis zu eröffnen (Vale of Berkeley). Eine Beratungspraxis befand sich in Cheltenham. Während seiner kurzen Zeit in London konnte Jenner wichtige Kontakte knüpfen, beispielsweise zu Joseph Banks, dem späteren Präsidenten der Royal Society, Henry Cline (1750–1827) und Everard Home.
Auch nach seiner Rückkehr nach Berkeley blieb Hunter Jenners Mentor und Freund und ermutigte ihn für die Naturkunde. So war Jenner bei der Katalogisierung verschiedener neu entdeckter Pflanzenarten involviert, die Joseph Banks aus seiner wissenschaftlichen Expedition mit James Cook im Südpazifik mitbrachte. Jenner wurde auch die Teilnahme an Cooks zweiter Forschungsreise angeboten, die er aber zugunsten seiner ärztlichen Tätigkeit ablehnte.
In Berkeley war Jenner Mitglied zweier medizinischer Vereine: einer in Rodborough (Fleece Inn, 1770 gegründet) und der andere in Alveston (Ship Inn, 1780 gegründet). Anfangs forschte er an der Isolierung von Brechweinstein. Später schloss er aus den Biopsien von Patienten mit Brustschmerzen, dass Fettablagerungen in den großen Arterien etwas mit dem Auftreten von Angina pectoris zu tun haben. Seine Ansicht und seine Beobachtungen berichtete er dann dem Arzt und Physiologen Parry, der zu diesem Thema dann 1797 publizierte. Zudem erkannte er einen Zusammenhang zwischen einem Verengen der Mitralklappe (Mitralklappenstenose) und der heute bekannten rheumatischen Herzkrankheit. Seinen medizinischen Doktor erlangte er 1792 an der University of St Andrews nach Empfehlung von Parry und Hickes.
Am 6. März 1788 heiratete er Catherine Kingscote (* 1760; † 1815), mit der er drei Kinder hatte: Edward (jr.) (* 1789; † 1810), Catherine (* 1794; † 1833) und Robert Fitzharding (* 1797; † 1854). Sein Sohn Edward jr. starb an Tuberkulose, vermutlich angesteckt von seinem Hauslehrer John Worgan, der bereits 1808 daran verstorben war. Jenners Schwestern Mary († 1810) und Anne († 1812) sowie seine häufig kranke Ehefrau starben ebenfalls an Tuberkulose.
Sein gesundheitlicher Zustand verschlechterte sich in den letzten Lebensjahren, so dass er sich aus dem öffentlichen Leben zurückzog. 1820 erlitt er einen Herzinfarkt, weshalb er seine ärztlichen Tätigkeiten einschränkte. Am 24. Januar 1823 besuchte er seinen letzten Patienten, einen alten, im Sterben liegenden Freund. Am nächsten Tag wurde er in einem Zustand der – wie man zu der Zeit diagnostizierte – Apoplexie aufgefunden. Durch einen weiteren Herzinfarkt starb er am 26. Januar 1823 im Alter von 73 Jahren. Er wurde am 3. Februar 1823 in der St. Mary’s Church von Berkeley in der Familiengruft beigesetzt.
Sein Haus ist heute ein Museum und wird von der British Society for Immunology (BSI) für Symposien genutzt.
Jenner galt als respektierter, freundlicher und aufgeschlossener Arzt mit guten sozialen Kontakten und Vernetzungen mit der medizinischen und wissenschaftlichen Fachwelt. Belegt ist unter anderem eine Sektion, die er zusammen mit John Junter und William Heberden durchführte.

### Vakzination
Lange bevor Jenners Methode praktiziert wurde, existierten Berichte über „Pockenimpfungen“. Mary Wortley Montagu, Frau eines englischen Botschafters am Osmanischen Hof in Istanbul, berichtete um 1717 in Briefen als Erste von Impfungen mit intakten Pockenviren (Variolation) in der Türkei. Kaiserin Maria Theresia berief den niederländischen Arzt Jan Ingenhousz 1768 zur Impfung ihrer Kinder (die Söhne Maximilian und Ferdinand sowie eine Tochter) nach Wien. Ab 1770 impften Benjamin Jesty (1774) und Peter Plett (1791) mit der Kuhpockenlymphe. Gemäß Jenners Biograph John Baron soll Jenner die landläufige Meinung genutzt haben, dass Melkerinnen, die sich mit Kuhpocken infiziert hatten, gewöhnlich nicht an den Pocken erkrankten („Milchmädchen-Mythos“). Tatsächlich hatte Jenner engen Kontakt zu seinem Landarztkollegen, dem Arzt und Apotheker John Fewster (* 1738; † 1824), sowie den Ludlow-Brüdern, als er 1774 nach Gloucestershire zurückkehrte. Dort wurde häufig über die Pocken diskutiert, so dass Jenner von Fewsters Entdeckung Notiz genommen hatte. Fewster hatte beobachtet, dass ein Patient, der vorher an (ungefährlichen) Kuhpocken erkrankt war, nicht mit Pocken varioliert werden konnte. Jenner stellte daher die Hypothese auf, dass eine Inokulation mit Kuhpocken dieselbe Immunität ermögliche wie eine durchstandene Erkrankung an Kuhpocken und daher Schutz vor den Pocken böte. Nachdem Jenner 1775 John Hunter über diese Hypothese in Kenntnis gesetzt hatte, riet Hunter ihm: „Denken Sie nach, machen Sie Versuche, seien Sie geduldig, seien Sie genau!“. Daher sammelte Jenner zunächst Fall- und Beobachtungsstudien von Personen, die vorher an Kuh- oder Pferdepocken erkrankt waren, sich dann aber als immun bei einer späteren Variolation oder bei einem echten Pockenausbruch erwiesen. Dabei unterstützte ihn auch sein Neffe und Assistent Henry Jenner.

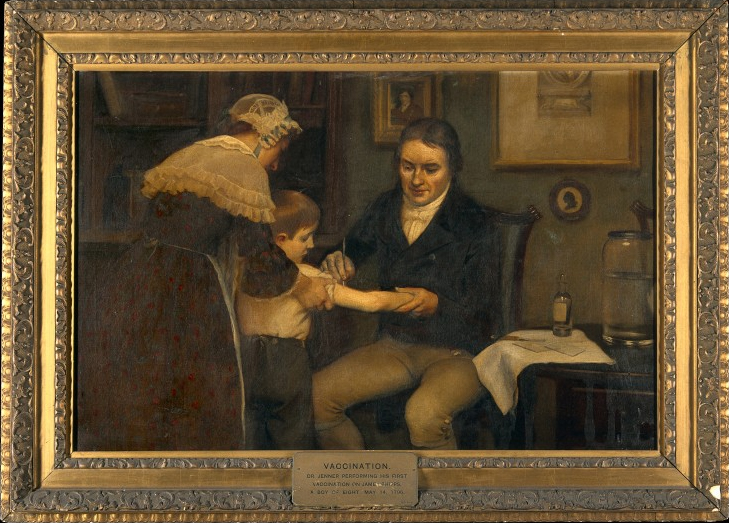
Edward Jenner impft James Phipps, Gemälde von Ernest Board

Am 14. Mai 1796 impfte er den 8-jährigen James Phipps mit Kuhpocken- oder Vacciniaviren, die er einer Kuhpockenpustel aus der Hand der an Kuhpocken erkrankten Milchmagd Sarah Nelmes entnommen hatte. Etwa sechs Wochen später, am 1. Juli 1796, variolierte Jenner den Jungen mit Pockeneiter; er erwies sich als immun. Als Jenners Artikel von der Royal Society abgelehnt wurde, da sein Vorgehen lediglich an einer Person vorgenommen worden war, unternahm er weitere Versuche – meistens mit Kindern, auch mit seinem 11 Monate alten Sohn Robert. 1798 veröffentlichte er seine Ergebnisse unter dem Titel An Inquiry Into the Causes and Effects of the Variolae Vaccinae, Or Cow-Pox. 1799 und 1800 veröffentlichte er weitere Erkenntnisse als Ergänzung. Aus seinen Ergebnissen schloss Jenner, dass durch seine Methode eine lebenslange Immunität ermöglicht werde, sie (durch Arm-zu-Arm-Inokulationen von Person zu Person) verbreitet werden kann und dass inokulierte Kuhpocken niemals tödlich sind, höchstens lokale Pusteln nach sich führen, und nicht ansteckend.
Die Öffentlichkeit nahm diese neue Methode sehr positiv auf, auch deswegen, weil Jenner auf eine Patentierung verzichtete. Jenner befürchtete, dass ein Patent die Kosten dermaßen erhöhen würde, dass die ärmere Bevölkerung sich diese nicht mehr leisten könne. Auch in Europa und darüber hinaus wurde Jenners Methode positiv aufgenommen und verbreitet. In Deutschland erfolgten erste Impfversuche 1799 in Hannover durch Christian Friedrich Stromeyer oder 1800 in Göttingen (Friedrich Benjamin Osiander) sowie Christoph Wilhelm Hufeland in Jena und Weimar. In Berlin führte eine Gruppe von Ärzten unentgeltlich Impfungen durch, u. a. Ernst Ludwig Heim.
Anfang 1802 wurde im britischen Unterhaus eine Bittschrift von Edward Jenner eingebracht, in der dieser „um eine Belohnung für die Entdeckung der Kuhpocken-Inokulazion“ bat. William Wilberforce empfahl die Annahme und „erklärte die Inokulazion für ein wahrscheinliches Mittel zur völligen Ausrottung der Blattern, an welchen jährlich 4000 Menschen allein in London stürben“.
Am 17. Mai 1803 veranstaltete die Royal Jennerian Society aus Anlass von Jenners Geburtstag eine große Feier, an der 300 Adlige teilnahmen.
Anerkennung erfuhr Jenners Methode auch durch Napoleon, der seine Soldaten gegen Pocken impfen ließ. Und obwohl er zu dem damaligen Zeitpunkt mit England im Krieg stand, honorierte er Jenner 1804 mit einer Ehrenmedaille, sah seine Methode als eine der größten Errungenschaften der Menschheit an und entließ 1805 auf Bitten Jenners u. a. zwei seiner englischen Freunde (William Thomas Williams und Dr. Wickham) aus der Gefangenschaft. Danksagungen erreichten Jenner auch aus Russland von der Kaiserin in Form eines Diamantringes sowie von Thomas Jefferson 1806, der Jenner ausdrücklich dankte: „Medicine has never before produced any single improvement of such utility […] You have erased from the Calendar of human afflictions one of it’s greatest. […] Future nations will know by history only that the loathsome smallpox has existed, and by you has been extirpated“ (Thomas Jefferson). Massachusetts war dabei der erste amerikanische Bundesstaat, der die Impfpflicht einführte.
Auch über Europa hinaus wurde das Prinzip der Impfung verbreitet: Francisco Javier de Balmis leitete eine von 1803 bis 1806 von der Spanischen Krone finanzierte Expedition in die Neue Welt nach Amerika, den Philippinen, Macau und dem Kaiserreich China, bei der Tausende von Menschen gegen Pocken geimpft wurden.
In England wurde durch diesen kontinuierlichen Erfolg der Vakzination die Variolation 1840 schließlich gesetzlich verboten, nach weiteren Änderungen in der Gesetzgebung Jenners Methode 1853 verpflichtend aufgenommen („Vaccination acts“). Nach den USA führte das Königreich Bayern bereits 1807 eine verpflichtende Impfung ein, Russland 1812. Im Deutschen Reich wurde eine Impfpflicht gegen Pocken 1874 mit dem damals teilweise umstrittenen Reichsimpfgesetz eingeführt.
Wegen seiner weiteren Arbeit an Impfungen zog sich Jenner aus seinem Praxisbetrieb zurück und wurde durch Kollegen und von staatlicher Stelle unterstützt. So wurden ihm 1802 beispielsweise 10.000 britische Pfund überlassen, was 2005 etwa einem Geldwert von 660.000 Pfund entspräche. 1807 folgten weitere 20.000 Pfund, nachdem die Royal College of Physicians die Wirksamkeit seiner Methode bestätigte.
Jenner bzw. seine neue Methode der Impfung erzeugte auch Widerstand. So bestritt Ingenhousz, der wegen seiner Variolationen sehr bekannt war, im Oktober 1798, dass eine durchlebte Kuhpockeninfektion einen Schutz gegenüber den Pocken böte. Impfgegner machten seine Versuche lächerlich und bezeichneten seine Methode als „Verjauchung“ des Blutes. Die Vorstellung, einen Menschen mit Material aus Tieren (Kühen) zu inokulieren, war zu der Zeit kontrovers, besonders in der Kirche. Dennoch setzte sich die von ihm propagierte Methode weltweit durch.
Jenner selbst verwendete für den Impfstoff die Bezeichnung „vaccine“, während sein Freund Richard Dunning 1800 das Verfahren als „vaccination“ (deutsch Vakzination) bezeichnete. Dieser Begriff steht im Englischen heute immer noch für die Schutzimpfung einer gesunden Person mit abgeschwächten oder inaktivierten Krankheitserregern, bzw. deren immunogenen Komponenten. Jenners Vakzination konnte die stark verbreitete Seuche zurückdrängen und als bislang einzige Infektionskrankheit bis heute eliminieren. Jedoch erkannte Jenner 1810, dass die Immunität gegenüber den Pocken mit seiner Methode nicht lebenslang anhielt, ohne den genauen Grund dafür zu kennen. Tatsächlich sind Personen erkrankt, die vorher geimpft wurden, was Nachimpfungen erforderte.

### Naturbeobachter
Jenner war auch ein genauer Naturbeobachter: So war er es, der erstmals am 19. Juni 1787 feststellte, dass ein junger Kuckuck seine „Stiefgeschwister“ nach und nach aus dem Nest drängt, bis er als alleiniger Schützling seiner „Gastgeber“ gefüttert wird. Darüber hinaus bemerkte er eine Grube am Rücken der geschlüpften Kuckucke, die das Herausschieben der anderen Eier oder der Jungvögel des Wirtes aus dem Nest erleichtert. 1788 publizierte er diese und weitere Beobachtungen und wurde 1789 zum „Fellow“ der Royal Society gewählt. Jenners Beobachtungen über den Brutparasitismus des Kuckucks wurden aber lange Zeit bis ins Zeitalter der Photographie angezweifelt.
Darüber hinaus untersuchte er, wie Zugvögel den Winter allgemein verbrachten.

### Freimaurerei
1802 wurde Edward Jenner ein Mitglied im Bund der Freimaurer, seine Loge Faith and Friendship ist in Berkeley (Gloucestershire) ansässig. 1812/1813 hatte er die Position eines Meisters vom Stuhl inne. Auch zwei seiner Neffen und sein Sohn Robert waren Freimaurer. Sein Sohn war 1827, 1828, 1847 und 1848 Logenmeister.

## Mitgliedschaften
1801 wurde er zum auswärtigen Mitglied der Göttinger Akademie der Wissenschaften und 1802 in die American Academy of Arts and Sciences sowie 1804 in die American Philosophical Society gewählt. 1808 wurde er korrespondierendes Mitglied der Académie des sciences; seit 1811 war er associé étranger der Akademie.

## Ehrungen
Ihm zu Ehren ist das Jenner Institute benannt, eine britische mikrobiologische Forschungseinrichtung mit Sitz an der University of Oxford, ebenso der Jenner-Gletscher auf der antarktischen Brabant-Insel sowie der Mondkrater Jenner und der Asteroid (5168) Jenner.
Er ist einer der 23 ursprünglichen Namen auf dem Fries der London School of Hygiene & Tropical Medicine, die Personen aufführen, die sich um öffentliche Gesundheit und Tropenmedizin verdient gemacht haben.

### Statuen

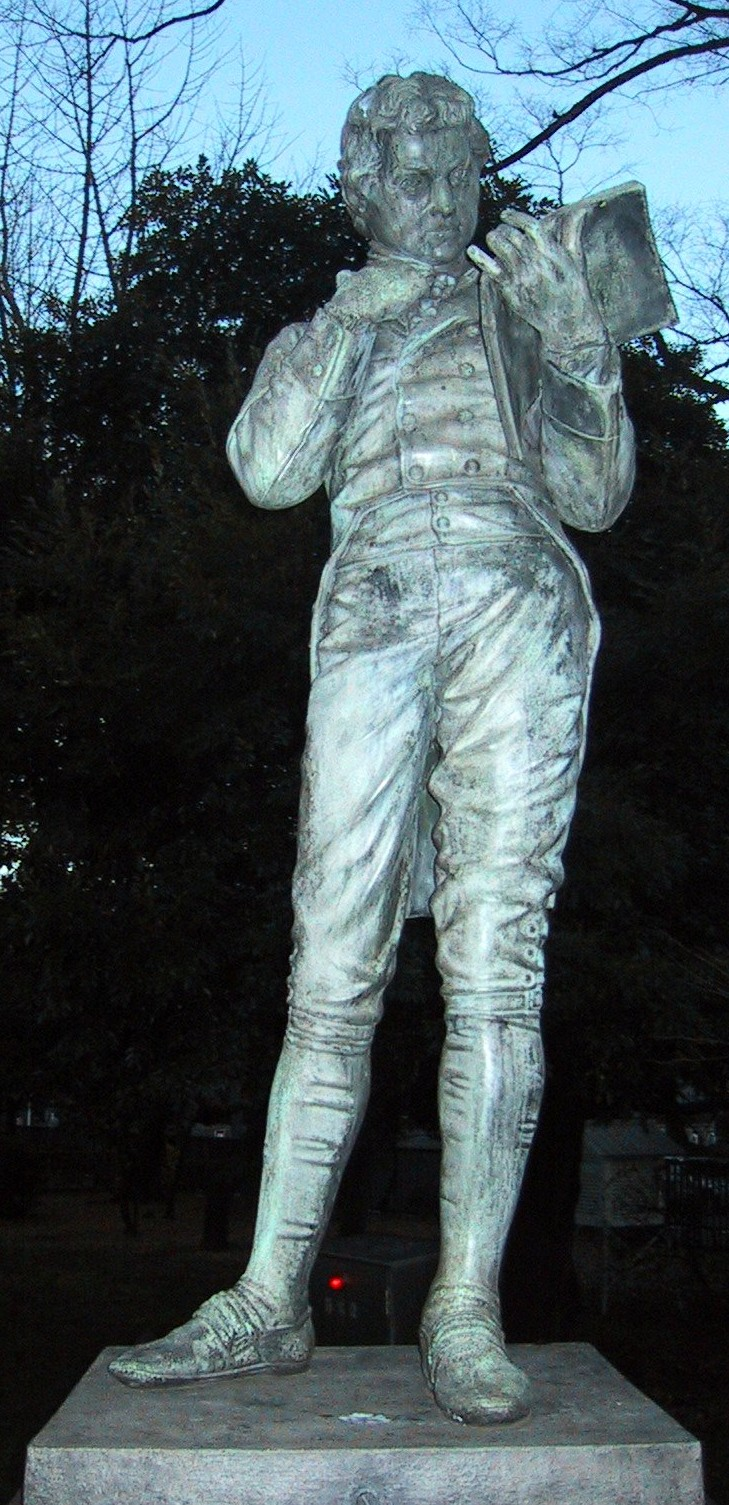
Statue von Edward Jenner, Nationalmuseum Tokio geschaffen von Kōun Takamura (1852–1934) im Jahr 1898
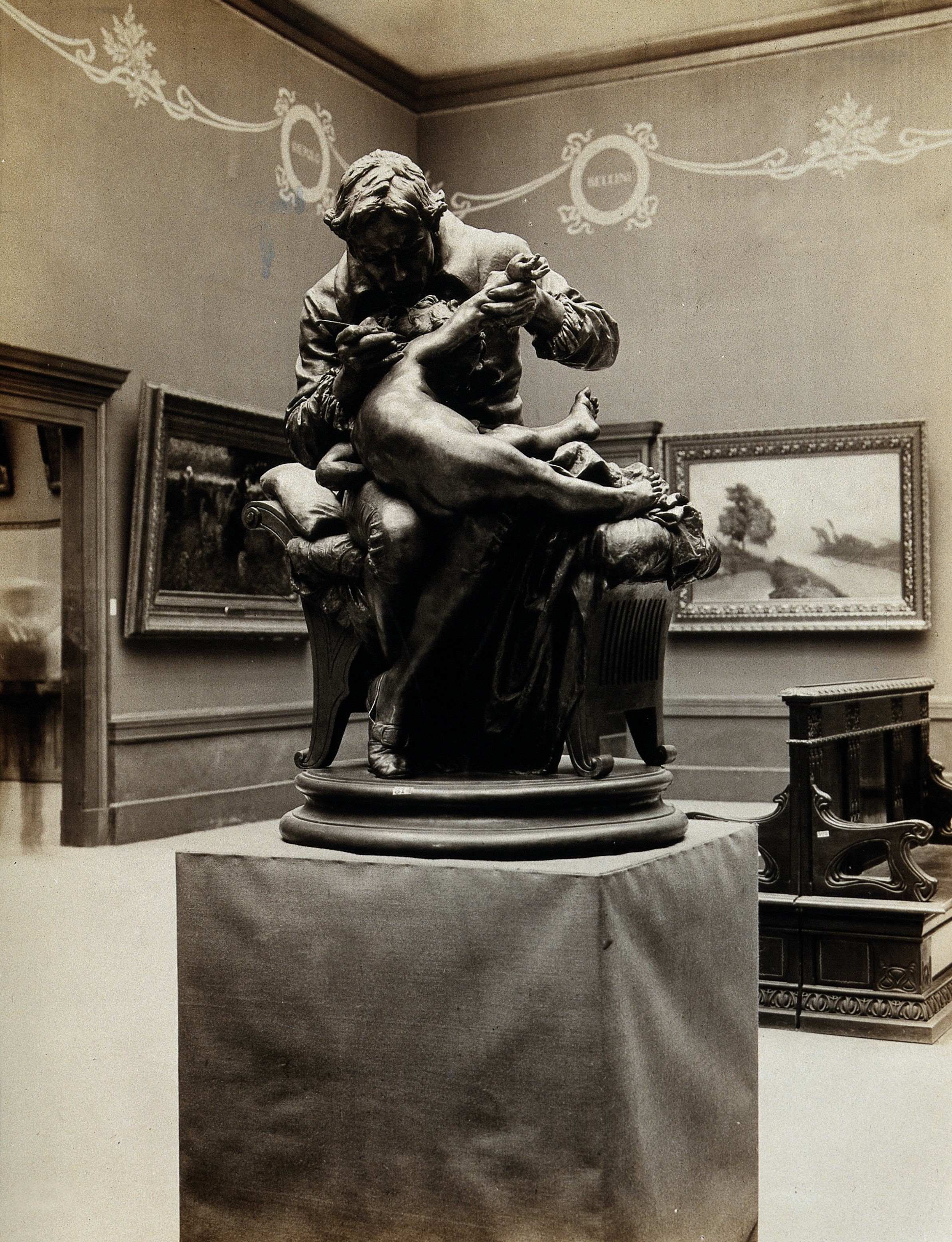
Edward Jenner beim Impfen seines Sohnes, Galleria Nazionale d’Arte Moderna, geschaffen von Giulio Monteverde
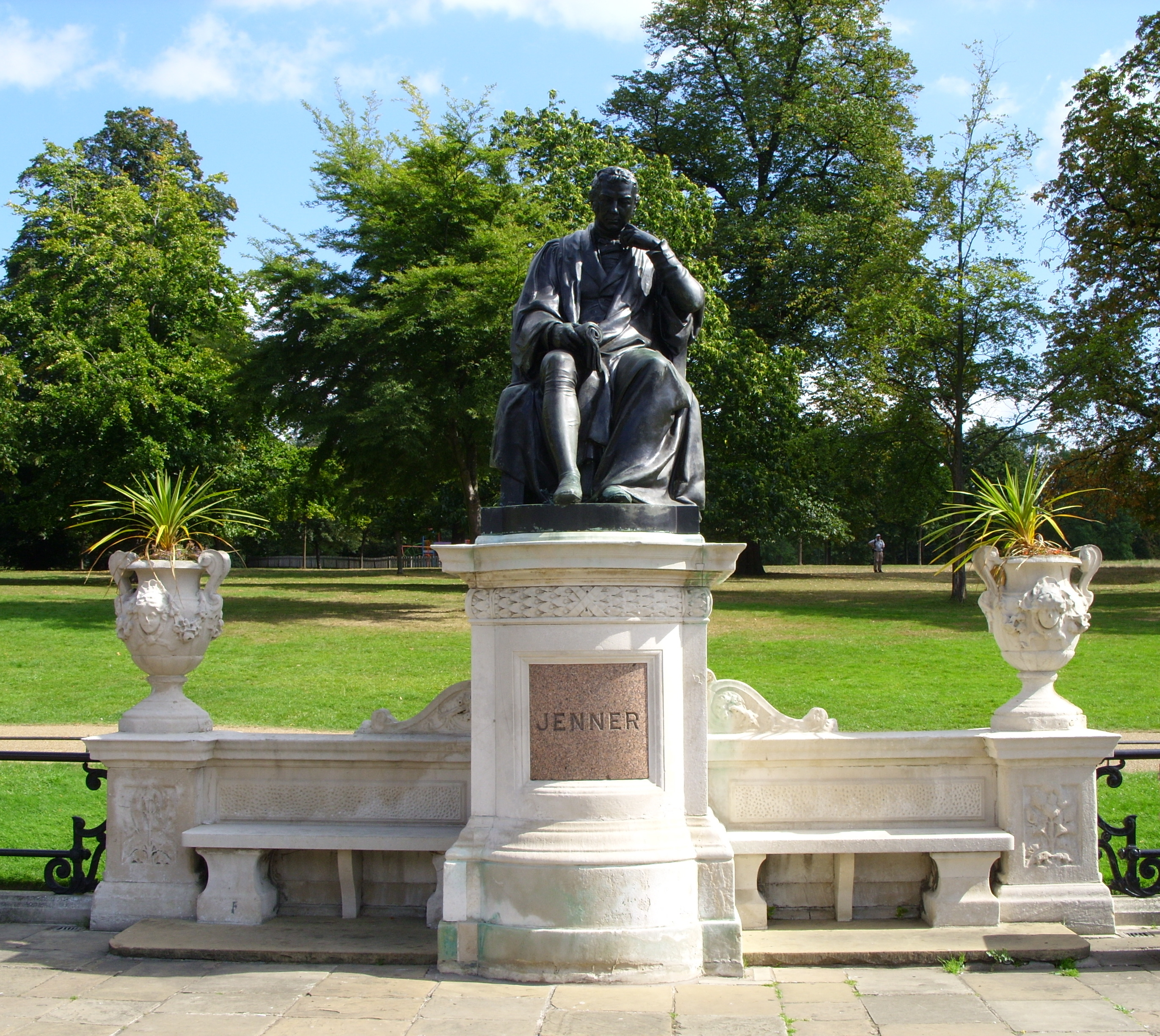
Sitzstatue von Edward Jenner im Kensington Gardens, London, von William Calder Marshall 1858. Ursprünglich stand sie am Trafalgar Square
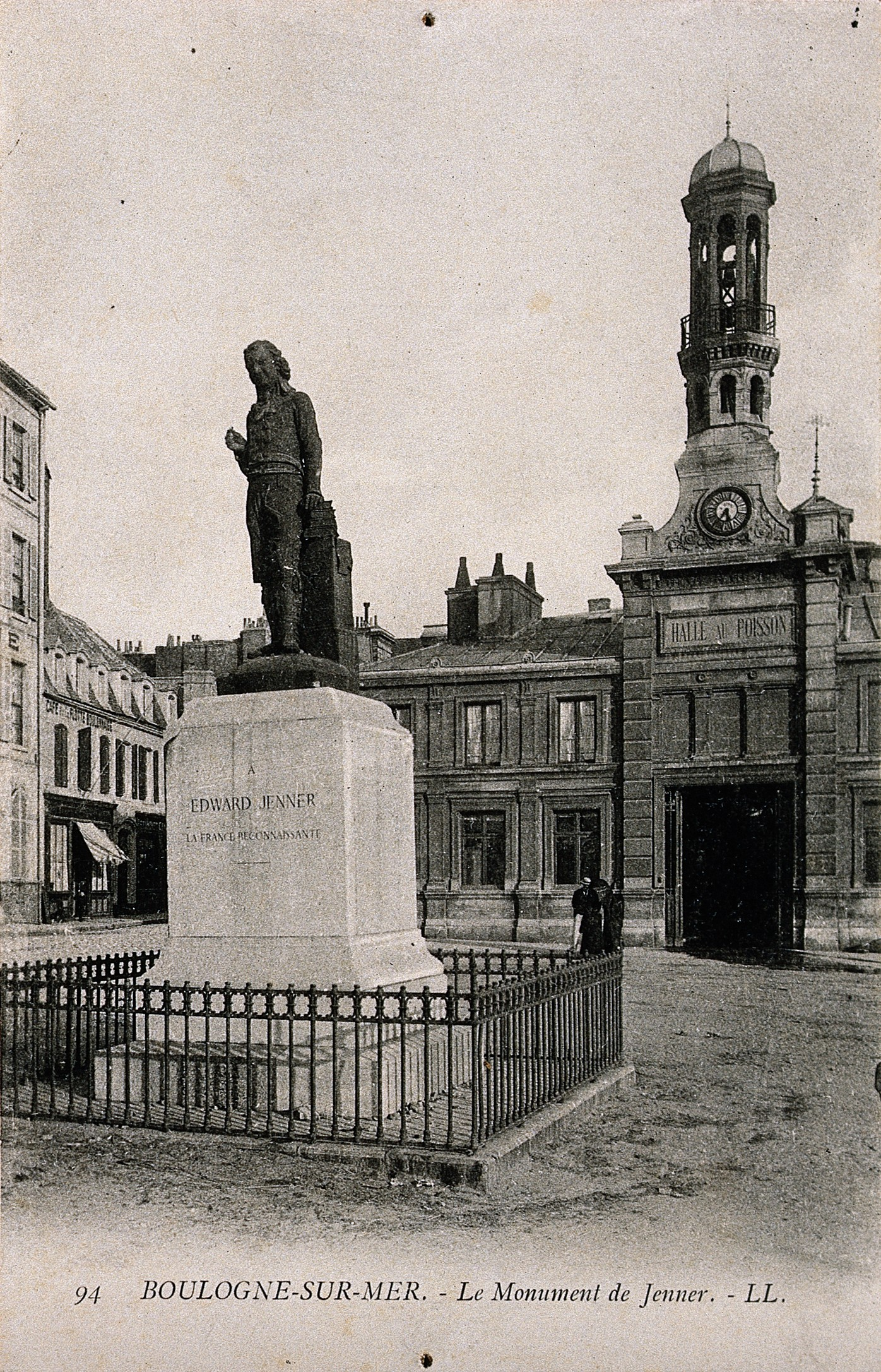
Satue von Edward Jenner in Boulogne-sur-Mer, geschaffen von Eugène Louis Joseph Paul im Jahr 1865
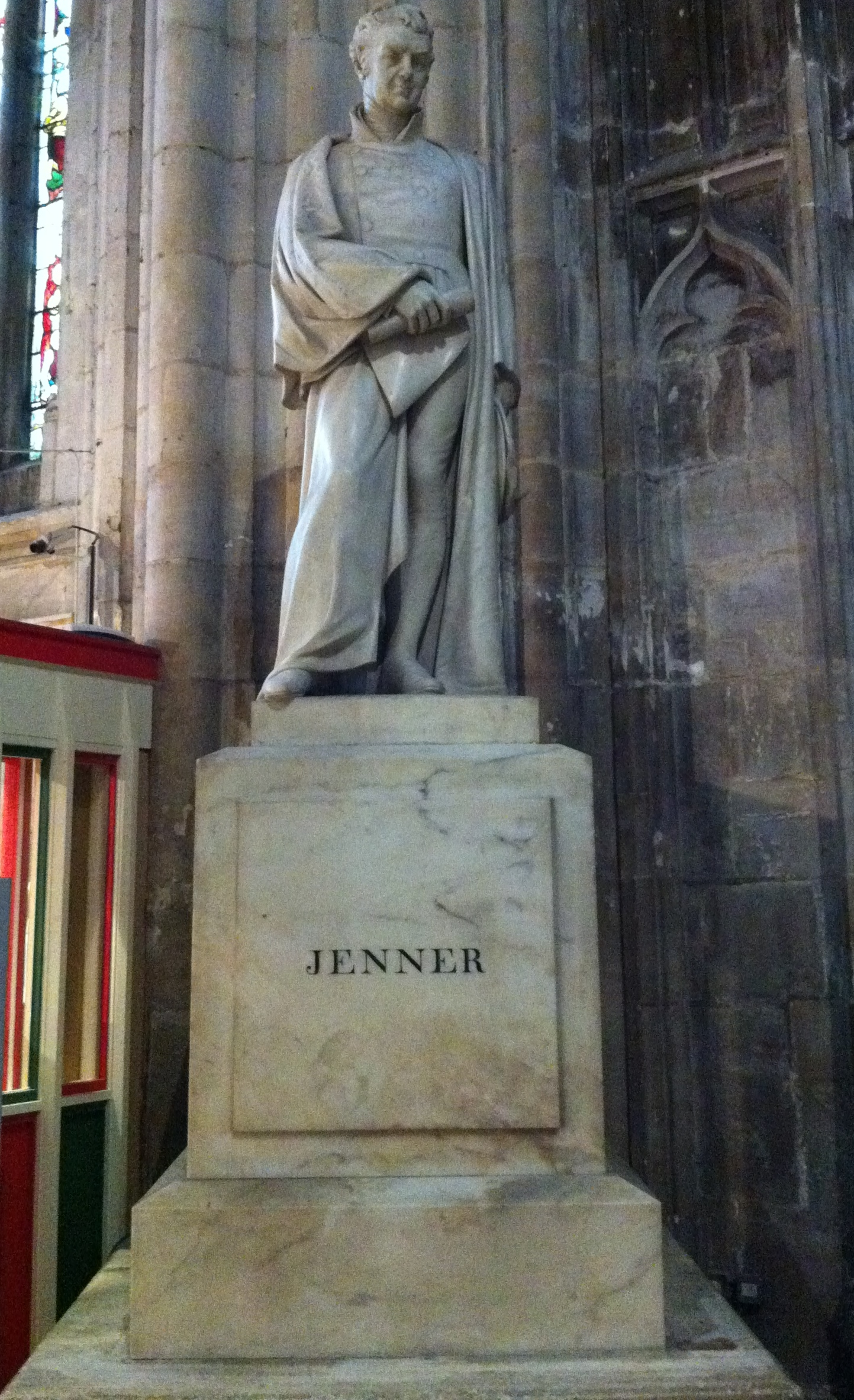
Statue von Edward Jenner in der Kathedrale von Gloucester

### Straßennamen und Siedlungen
Zu Ehren Jenners wurden auch Siedlungen und Gemeinden in Pennsylvania benannt, z. B. Jenner Township (Somerset County), Jennerstown oder Jennerville. In Wien gibt es seit 1931 einen Jennerplatz.

### Trivia
In einer Fernsehsendung der BBC von 2002 wurde er von Zuschauern zu einem der 100 Greatest Britons gewählt.

## Veröffentlichungen
- The Three Original Publications on Vaccination Against Smallpox (= Harvard Classics. Band 38). Collier & Son, New York 1910.
  - I. An Inquiry Into the Causes and Effects of the Variolae Vaccinae, or Cow-Pox. 1798, S. 145 ff. (Textarchiv – Internet Archive).
  - II. Further Observations on the Variolae Vaccinae, or Cow-Pox. 1799, S. 171 ff. (Textarchiv – Internet Archive).
  - III. A Continuation of Facts and Observations Relative to the Variolae Vaccinae, or Cow-Pox. 1800, S. 203 ff. (Textarchiv – Internet Archive).
- Eduard Jenners der Arzneywissenschaft Doktors und Mitglieds der Königl. Societät der Wissenschaften Untersuchungen über die Ursachen und Wirkungen Der Kuhpocken einer Krankheit, die man in einigen westlichen Provinzen Englands vorzüglich in Gloucestershire bemerkt hat. Aus dem Englischen übersetzt von G[eorg] Fr[iedrich] Ballhorn d. A. W. D., Gebr. Hahn, Hannover 1799 (urn:nbn:de:gbv:3:1-163949, Übersetzung von An Inquiry Into the Causes and Effects of the Variolae Vaccinae).
- Eduard Jenners ... fortgesetzte Beobachtungen über die Kuhpocken (mit einigen Anmerkungen aus dem Englischen übersetzt) von G.[Georg] F.[Friedrich] Ballhorn, Ritscher, Hannover 1800 (urn:nbn:de:gbv:3:1-228507, Übersetzung von Further Observations on the Variolae Vaccinae).
- Wolfgang U. Eckart (Hrsg.): Jenner. Untersuchungen über die Ursachen und Wirkungen der Kuhpocken (= Klassische Texte der Wissenschaft). Springer Spektrum, Berlin, Heidelberg 2015, ISBN 978-3-642-41678-1 (doi:10.1007/978-3-642-41679-8).

### Zeitgenössisch
- John Baron: The Life of Edward Jenner, 2 Bde., Henry Colburn, London 1838[62]
  - 1. Bd. (Digitalisat).
  - 2. Bd. (Digitalisat).
- VIII. Kurze Übersicht der bisher in England gemachten Erfahrungen über die Kupocken. In: Christoph Wilhelm Hufeland (Hrsg.): Journal der practischen Heilkunde, 10. Bd., 2. Stk., akadem. Buchhandlung, Jena 1800 S. 163 ff. (Digitalisat).
- James Bryce: Practische Beobachtungen über die Impfung der Kuhpocken, Aus dem Englischen übersetzt und mit Anmerkungen begleitet von Friedrich Gotthilf Friese, Georg Hamberger, Breslau 1803 (Digitalisat).

#### Gegen Jenner
- Carl Georg Gottlob Nittinger
  - Die Impfzeit und die Protestanten gegen Jenner's Gift und Zauber vor der württemb. Ständekammer im Sept. 1858, vor dem engl. Parlament im Juli 1858. Verlag von Gustav Brauns, Leipzig 1859 (urn:nbn:de:bvb:12-bsb10391639-1).
  - Die Impfvergiftung. Erster Ansicht zweiter Theil. Hallberger'sche Verlagshandlung, Stuttgart 1852 (urn:nbn:de:bvb:12-bsb10085769-3).
  - Jenner's Gant vor dem Wissenschaftlichen Congreße von Frankreich zu Cherbourg 1860, zu Bordeaux 1861. Verlag von Gustav Brauns, Leipzig 1862 (urn:nbn:de:bvb:12-bsb10391642-4).

### Neuere Literatur
- Isaac Asimov: Biographische Enzyklopädie der Naturwissenschaften und der Technik. Herder, Freiburg/Basel/Wien 1974, ISBN 3-451-16718-2, S. 177–179.
- Derrick Baxby: The Jenner bicentenary; still uses for smallpox vaccine. In: Epidemiology and Infection. Band 116, Nr. 3, Juni 1996, S. 231–234, doi:10.1017/s0950268800052523, PMID 8666065, PMC 2271423 (freier Volltext) – (englisch).
- Rob Boddice: Edward Jenner. The Vaccination Visionary. The History Press, Stroud 2023, ISBN 978-1-80399-242-6.
- Darren R. Flower: Bioinformatics for Vaccinology. John Wiley & Sons, Ltd, Chichester, UK 2008, ISBN 978-0-470-69983-6, S. 23–29, doi:10.1002/9780470699836 (englisch).
- Stefan Riedel: Edward Jenner and the history of smallpox and vaccination. In: Proceedings (Baylor University. Medical Center). Band 18, Nr. 1, Januar 2005, S. 21–25, PMID 16200144, PMC 1200696 (freier Volltext) – (englisch).
- Barbara I. Tshisuaka: Jenner, Edward. In: Werner E. Gerabek, Bernhard D. Haage, Gundolf Keil, Wolfgang Wegner (Hrsg.): Enzyklopädie Medizingeschichte. De Gruyter, Berlin / New York 2005, ISBN 3-11-015714-4, S. 695 f.
- Gareth Williams: Angel of Death: The Story of Smallpox. Palgrave Macmillan, Basingstoke 2010, ISBN 978-0-230-27471-6 (englisch).
- Leonard G. Wilson: Jenner, Edward. In: Charles Coulston Gillispie (Hrsg.): Dictionary of Scientific Biography. Band 7: Iamblichus – Karl Landsteiner. Charles Scribner’s Sons, New York 1973, S. 95–97 (englisch).